# Râul Stufu
Râul Stufu este un afluent al râului Aluniș. 

## Hărți
- Harta județului Harghita